# Gymnasium Achern
Das Gymnasium Achern ist ein staatliches Gymnasium in Achern. Ungefähr 1000 Schüler werden dort von etwa 95 Lehrkräften unterrichtet.
Im Jahre 2005 wurde das Gymnasium Achern von der Zeitschrift Capital als Beste Schule Deutschlands ausgezeichnet.

## Geschichte
Das Gymnasium Achern wurde 1877 als Höhere Bürgerschule gegründet. 1905 wurde diese zur Realschule ausgebaut und in einen Neubau verlegt und 1921 zum Realgymnasium erhoben. 1976 erfolgte der Umzug in das derzeitige Gebäude; im vorherigen, 1905 erbauten Gebäude befindet sich die Robert-Schuman-Realschule. Der ältere Teil des Gebäudes dient als Wohnhaus.
Zwei Erweiterungsbauten des aktuellen Gebäudes folgten 1997 und 2002. 2010 wurde ein Neubau fertiggestellt, der auch eine Mensa und Kreativräume beherbergt.

## Name
Da über keinen der bisherigen Vorschläge, die Schule nach einer Person zu benennen, ein Konsens erzielt werden konnte, wurde bis auf weiteres der neutrale Name Gymnasium Achern beibehalten. Im Laufe der Geschichte wurden jedoch immer wieder mögliche Namen diskutiert.

## Bildungsangebot
Das Gymnasium Achern hat neben dem traditionellen naturwissenschaftlichen und dem neusprachlichen einen besonderen Schwerpunkt auf den Kunstzug. So gibt es an der Schule eine sogenannte Schülerakademie Kunst, an der für besonders begabte Schüler aus ganz Südbaden Kunstprojekte durchgeführt werden. Das Angebot ergänzt sich so mit der benachbarten Heimschule Lender, einem weiteren Gymnasium der Region Achern, deren Schwerpunkte auf alten Sprachen und Musik liegen.
Auch gehörte es zu den ersten Schulen, die das achtjährige Gymnasium als Schulversuch erprobten, bevor es in Baden-Württemberg flächendeckend eingeführt wurde. Neben der Berufs- und Studienorientierung an Gymnasien (BoGy) in der 9. Klasse führt die Schule auch das Sozialpraktika-Programm Compassion (in der 10. Klasse) durch.

## Ausstattung
Aufgrund des Schwerpunktes auf die Kunsterziehung besitzt das Gymnasium Achern für diesen Fachbereich spezielle Räume, zum Beispiel zur Steinbearbeitung. Auch hat es erweiterte Sportanlagen, darunter zwei Beachvolleyballfelder und ein Beachsoccerfeld. Jeder Klassenraum ist mit einem Personal Computer, Videobeamer, einem Tageslichtprojektor und einer Dokumentenkamera ausgestattet. Auf dem Gelände der Schule befindet sich darüber hinaus eine Station zur Aufzucht von Störchen.

## Schulpartnerschaften
- Frankreich: Pont-Audemer, Morez
- Vereinigte Staaten: Morganton, North Carolina
- Irland: Cork
- Spanien: Madrid
- China: Hangzhou
- Russland: Moskau[4]
- Österreich: Sir Karl Popper Schule (Wien)[5]

## Persönlichkeiten

### Schulleiter
- bis 1986: Egon Stiegeler
- 1986–2012: Paul Droll[6]
- 2012–2021: Stefan Weih[7]
- seit September 2021: Fabian Sauter-Servaes[2]

### Lehrer
- Bernd Mettenleiter (* 1971), Politiker (Bündnis 90/Die Grünen)

## Auszeichnungen
In einer Vergleichsstudie, in der der Pädagogikprofessor Kurt Aurin 1986 baden-württembergische Schulen untersuchte, erreichte das Gymnasium Achern hinsichtlich des Schulklimas den ersten Platz. In der ersten deutschlandweiten Vergleichsstudie von Schulen, die 2005 vom Forschungsinstitut Europress im Auftrag der Zeitschrift Capital durchgeführt wurde, erreichte das Gymnasium den Titel Beste Schule Deutschlands in der Gruppe der Schulen mit gymnasialer Oberstufe.
Für das außerordentliche Engagement bei Deutschlands Nachwuchswettbewerb Jugend forscht wurde das Gymnasium Achern mit dem Jugend forscht Schulpreis 2011 ausgezeichnet. Das Gymnasium stellte aufgrund von Anzahl und Qualität der eingereichten Forschungsprojekte langjährige hervorragende Leistungen bei Jugend forscht unter Beweis.